# Symbolanthus mathewsii
Symbolanthus mathewsii är en gentianaväxtart. Symbolanthus mathewsii ingår i släktet Symbolanthus och familjen gentianaväxter.

## Underarter
Arten delas in i följande underarter:
- S. m. cutervoensis
- S. m. mathewsii
- S. m. vaccinioides